# 아노락

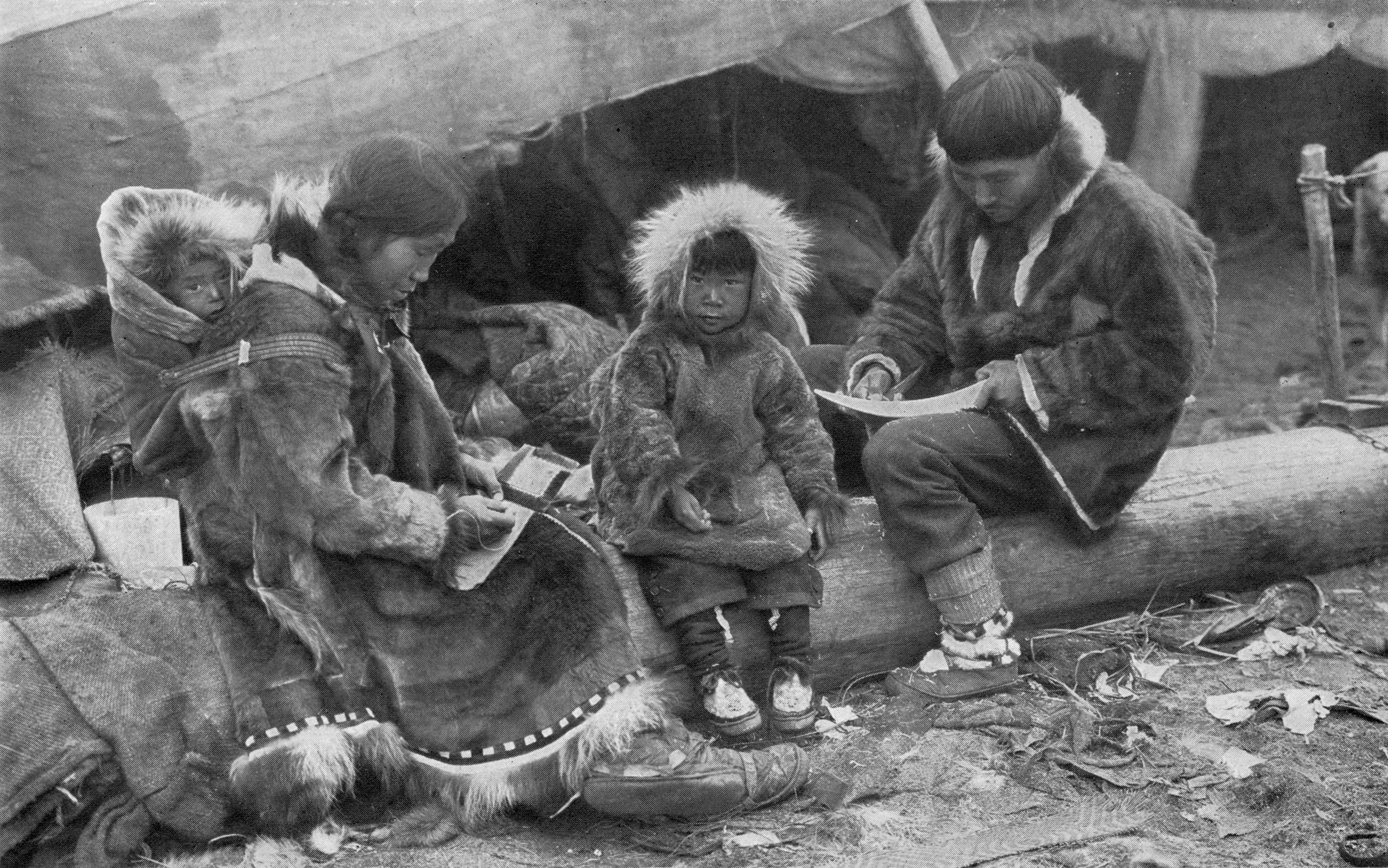

아노락(Anorak)은 북극 지방의 전통 복장이다. 동물의 털가죽으로 만들어진 것이 특징이다. 이누이트족은 한대 기후가 나타나는 캐나다북부, 알래스카, 그린란드, 시베리아, 스칸디나비아 등 북극 지방에 살고있으며 순록, 바다표범 등을 사냥하며 생활한다. 이들은 가장 쉽게 구할 수 있는 재료인 동물의 가죽과 털로 옷을 만든다. 동물의 가죽과 털로 만든 옷은 추위와 바람을 효과적으로 막을 수있다. 형태는 모자가 달려있고 두껍다.